# هايدرسهوفن
هايدرسهوفن (بالألمانية: Haidershofen) هي مدينة تقع في منطقة أمستيتين في النمسا السفلى.